# Battere la Diana
Battere la Diana è un'espressione usata nel linguaggio militare, fino agli inizi del  XX secolo,  con il significato di suonare la sveglia.
Durante le operazioni militari, generalmente, le colonne di fanteria si mettevano in marcia all'alba, non appena vi fosse luce sufficiente per muoversi con sicurezza, in modo da raggiungere il prima possibile gli obiettivi assegnati, evitando di marciare nelle ore di grande calura.  
A tale scopo era necessario svegliare i soldati mezz'ora prima, per consentire loro il consumo della prima colazione e la preparazione alla marcia. 
In tempo di pace il segnale della sveglia veniva dato con squilli di tromba, ma durante le operazioni belliche si preferiva sostituirlo con il battere dei tamburi, in quanto il suono prodotto era meno avvertibile a lunghe distanze ed avrebbe evitato di fornire informazioni al nemico. 
Il rullo dei tamburi per la sveglia aveva inizio poco prima dell'aurora, all'apparire della luce solare riflessa dal pianeta Venere, chiamato dai poeti «stella Diana», da cui l'espressione battere la Diana.